# Djigui Diarra
Djigui Diarra (Bamako, 27 de fevereiro de 1995) é um futebolista profissional malinês que atua como goleiro.

## Carreira
Djigui Diarra representou o elenco da Seleção Malinesa de Futebol no Campeonato Africano das Nações de 2017.